# ベルサジェス
ベルサジェス(Versalles)は、アルゼンチンの首都ブエノスアイレス自治市の西部にある地区（バリオ）である。フランスのヴェルサイユと綴りが同じベルサイジェス(Versailles)という表記も用いられる。人口は14,178人である。

## 地理
ビジャ・レアル地区、モンテ・カストロ地区、フロレスタ地区、ベレス・サルスフィエルド地区、ビジャ・ルーロ地区とともにコムーナ10を構成する。ノゴジャ通り、イリゴージェン通り、フアン・B・フスト通り、ヘネラル・パス通りで他地区と隔てられている。住民ひとりあたりの緑地面積はブエノスアイレス自治市の地区中最多であり、穏やかで平和な居住地区である。3階建て以上の建物は許可されていないため、自治市内でも人口密度が低い地区のひとつである。鉄道会社で働くイギリス系移民が多いことから、住宅は英国建築様式の影響を受けている。ベリサリオ・ロルダン図書館、ジョン・F・ケネディ小学校、ウィリアム・ハドソン学校などがある。

## 人口
- ベルサジェス地区の2001年の男女別人口、面積、人口密度[1]

| 人口総計 (人) | 男女別人口(人) | 男女別人口(人) | 面積 (km2) | 人口密度 (人/km2) |
| 人口総計 (人) | 男性           | 女性           | 面積 (km2) | 人口密度 (人/km2) |
| ------------- | -------------- | -------------- | ---------- | ----------------- |
| 14,178        | 6,621          | 7,557          | 1.5        | 9,452             |

## ギャラリー

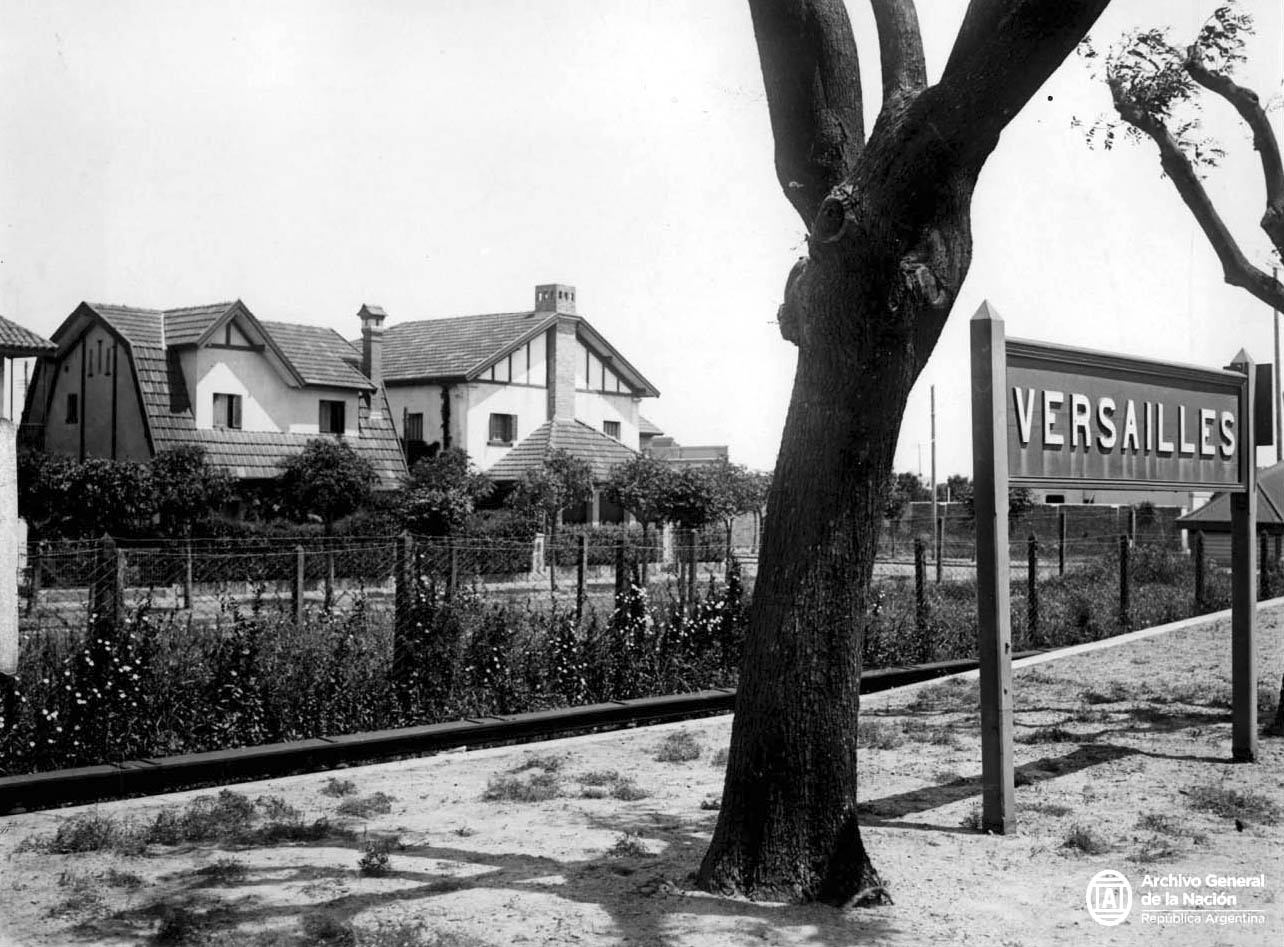
ブエノスアイレス西部鉄道のベルサジェス駅
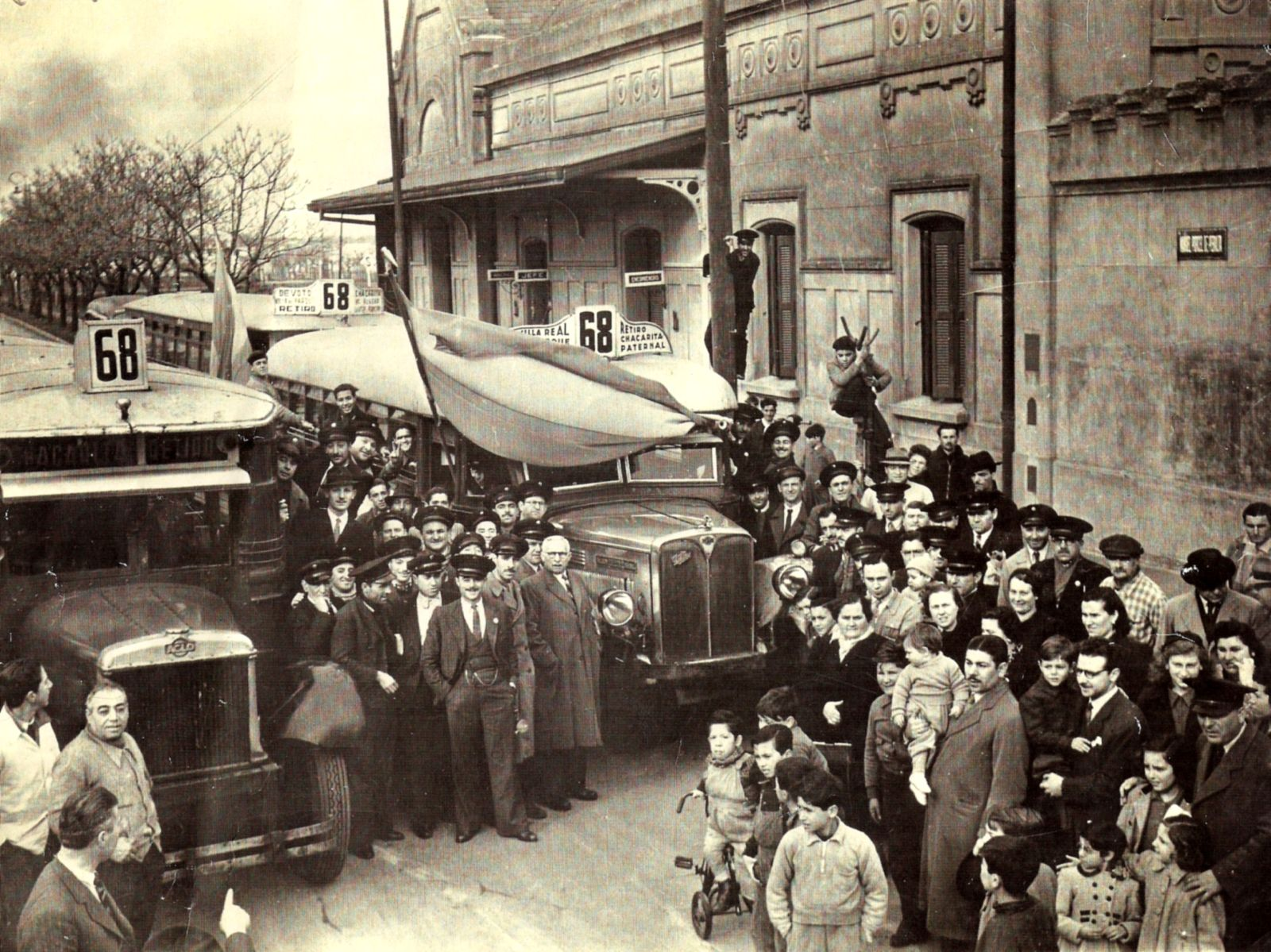
1911年の開業当時のベルサジェス駅